# Bolesław II cieszyński
Bolesław (Bolko) II cieszyński (ur. ok. 1428, zm. 4 października 1452) – w latach 1431–1442 razem z braćmi w księstwie cieszyńskim (tylko formalnie), w wyniku podziału na połowie Bielska i Frysztacie, 1452 zamiana z bratem Wacławem I na połowę Bytomia.
Najmłodszy syn księcia cieszyńskiego Bolesława I i Eufemii (Ofki) wywodzącej się z mazowieckiej linii Piastów. W chwili śmierci ojca małoletni, znalazł się pod opieką matki i starszego rodzeństwa. 
Do 29 listopada 1442 sprawował formalnie władzę w Księstwie Cieszyńskim jako jeden z książąt tzw. niedzielnych (tzn. nie posiadających działu). 
Po podziale księstwa nadal nosił tytuł księcia cieszyńskiego, jednak faktycznie sprawował władzę nad kilkoma miastami (z największym Frysztatem, uzyskanym zresztą dopiero po śmierci matki w 1447) i wsiami na terenie Księstwa, pozostawiając większość książęcych obowiązków swemu bratu, Przemysławowi II. 
Idąc śladami ojca i braci usiłował jednak uczestniczyć w polityce międzynarodowej. W przeciwieństwie do brata Władysława, który związał się z Czechami, Bolesław II opowiadał się za ścisłymi związkami z Polską. W 1443 poparł Polskę w jej sporze z Węgrami, zaś w 1449 był rozjemcą pomiędzy królem polskim Kazimierzem Jagiellończykiem a panami czeskimi. Dobrym stosunkom Bolesława z Polską nie przeszkodziła sprawa sprzedaży księstwa siewierskiego biskupowi krakowskiemu Zbigniewowi Oleśnickiemu, co wywołało na Górnym Śląsku trwającą do lutego 1447 wojnę.
Od 1448 Bolko II był żonaty z Anną, siostrzenicą żony Władysława Jagiełły, Sońki, a córką księcia bielskiego Iwana. Ślub ten spotkał się z aprobatą polskiego monarchy Kazimierza Jagiellończyka, który w prezencie ślubnym ofiarował sporą sumę pieniędzy - 2000 florenów. 
Bolesław zabiegał o uzyskanie samodzielnego władztwa, w związku z czym w 1452 wymienił z bratem Wacławem I Bielsko na część Księstwa Bytomskiego, gdzie planował zasiąść. Jednak jego plany pokrzyżowała nagła śmierć 4 października 1452. 
Bolesław pozostawił po sobie dwie córki (była to Zofia, żona Wiktoryna z Podiebradów, syna króla czeskiego Jerzego i Barbara, żona najpierw Baltazara żagańskiego, potem Jana V Zatorskiego), oraz syna Kazimierza, który po śmierci stryja Przemysława II w 1477 był jedynym męskim przedstawicielem cieszyńskich Piastów.

## Literatura dodatkowa
- Franciszek Popiołek: Bolesław II. W: Polski Słownik Biograficzny. T. 2: Beyzym Jan – Brownsford Marja. Kraków: Polska Akademia Umiejętności – Skład Główny w Księgarniach Gebethnera i Wolffa, 1936, s. 279–280. Reprint: Zakład Narodowy im. Ossolińskich, Kraków 1989, ISBN 83-04-03291-0